# 飯島正勝
飯島正勝（日语：飯島 正勝，1954年—），日本資深男性動畫師、演出家、動畫導演。

## 主要參加作品

### 電視動畫
1970年代
- 冰河戰士（1977年，原畫）
- 無敵超人桑波特3（1977年，原畫）
- 無敵鋼人泰坦3（1978年，原畫）
- 宇宙戰艦大和號2（1978年，原畫）
- 機動戰士鋼彈（1979年，原畫）
- 小鯨魚（日语：くじらのホセフィーナ）（1979年，原畫）

1980年代
- 太陽的使者 鐵人28號（1980年－1981年，原畫）
- 魯邦三世 PartIII（日语：ルパン三世 PartIII）（1984年－1985年，演出、原畫）

1990年代
- 裝甲拯救隊（1991年，分鏡、演出）
- （1991年，演出）
- 橫山光輝 三國志（1991年－1992年，分鏡、演出）
- 精靈採訪隊Calimero (1992年版)（1992年－1993年，分鏡）
- 超電動機械人 鐵人28號FX（1992年－1993年，分鏡、演出）
- 卡利麥羅 (1992年版)（1993年，分鏡）
- 幸運超人（1994年－1995年，分鏡、演出、原畫）
- 魔法騎士雷阿斯（1994年－1995年，分鏡）
- 怪盗Saint Tail（1995年－1996年，原畫）
- 名犬萊西（1996年，分鏡）
- 烏龍派出所（1996年－2004年，分鏡、演出）
- 天才寶貝（1996年－1997年，分鏡、演出）
- 無家可歸的孩子蕾米（1996年－1997年，分鏡）
- 中華一番！（1997年－1998年，分鏡、演出）
- CLAMP學園偵探團（1997年，分鏡、演出）
- 妖精狩獵者II（1997年，分鏡、演出）
- 章魚燒超人（日语：たこやきマントマン）（1998年－1999年，分鏡、演出）
- 機器人播音員 MAICO2010（日语：MAICO2010）（1998年，分鏡）
- 時空偵探（1998年，分鏡）
- 神八劍傳（日语：神八剣伝）（1999年，分鏡、演出）
- 淘氣二人組（日语：スージーちゃんとマービー）（1999年－2000年，分鏡、演出）
- 快樂小丸日記（1999年－2001年，分鏡、演出）
- 週刊故事樂園（日语：週刊ストーリーランド）（1999年－2001年，分鏡、演出）

2000年代
- 變形金剛：Car Robot（日语：トランスフォーマー カーロボット）（2000年，分鏡）
- 棋魂（2001年－2003年，演出）
- 狐狸秀丸（日语：フォルツァ!ひでまる）（2002年，分鏡）
- 電光快車俠2（2002年－2003年，分鏡、演出）
- 星球流浪記 （2003年－2004年，分鏡、演出）
- 丸少爺 (第7期)（2004年，分鏡）
- 超級戰猴（英语：Super Robot Monkey Team Hyperforce Go!）（2004年－2006年，分鏡）
- 索斯機械獸IV（2004年－2005年，分鏡、演出）
- 雙戀（2004年，分鏡）
- 烘焙王（2004年－2006年，分鏡）
- 蜜桃女孩（2005年，分鏡）
- 植木的法則（2005年－2006年，分鏡）
- 強殖裝甲加爾巴（2005年－2006年，演出）
- 動物橫町（2005年－2006年，分鏡）
- 絲綢之路少年（日语：シルクロード少年 ユート）（2006年－2007年，分鏡、演出）
- 暮蟬悲鳴時（2006年，分鏡）
- 無敵看板娘（2006年，分鏡）
- 帝托拉傳奇（2007年－2008年，分鏡）
- CODE-E（2007年，分鏡）
- 遊☆戲☆王5D's（2008年－2011年，分鏡）
- 骷髏13 (2008年版)（2008年－2009年，分鏡）
- Mission-E（2008年，分鏡）

2010年代
- 神奇寶貝超級願望（2010年－2012年，分鏡）
- 神奇寶貝XY（2013年，分鏡）
- 爆旋陀螺Burst（2016年，分鏡）
- 索斯機械獸WILD（2018年，分鏡）
- 超可動女孩1/6（2019年，分鏡）

2020年代
- 多美卡友情合體 Earth Granner（2020年，分鏡）
- 妖怪學園Y ～與N的遭遇～（日语：妖怪学園Y 〜Nとの遭遇〜）（2020年，分鏡）
- 新幹線戰士Z（2021年，分鏡）
- 遊☆戯☆王SEVENS（2021年，分鏡）
- 異世界食堂2（2021年，分鏡）
- 泡泡糖忍戰（2022年，分鏡）

### OVA
- 學園特搜光音（日语：学園特捜ヒカルオン）（1987年，原畫）
- 六神合體 十七歳的傳說（1987年，導演）
- 江口壽史的壽五郎劇場（日语：寿五郎ショウ）（1991年，導演）
- 動畫古典文學館 第3卷「平家物語」（2003年，導演）
- HAPPY★LESSON THE FINAL（2004年，分鏡、演出）
- Rebirth Moon（日语：リバースムーン）（2005年，分鏡）

### 電影動畫
- 幽☆遊☆白書：冥界死鬥篇 炎之絆（1994年，導演[1]、分鏡）
- 神奇寶貝系列
  - 第8部：夢幻與波導的勇者 路卡利歐（2005年，演出）
  - 第9部：神奇寶貝保育家與蒼海的王子 瑪納霏（2006年，演出）
  - 第10部：決戰時空之塔 帝牙盧卡VS帕路奇犽VS達克萊伊（2007年，演出）
  - 第11部：騎拉帝納與冰空的花束 潔咪（2008年，分鏡協力、演出）
  - 第12部：神奇寶貝劇場版：阿爾宙斯 超克的時空（2009年，分鏡、演出）
  - 第13部：幻影的霸者 索羅亞克（2010年，分鏡、演出）
  - 第14部：比克提尼與黑英雄 捷克羅姆／白英雄 雷希拉姆（2011年，分鏡、演出）
  - 第15部：酋雷姆VS聖劍士 凱路迪歐（2012年，分鏡、演出）
  - 第16部：神速的蓋諾賽克特 超夢覺醒（2013年，分鏡、演出）
  - 第17部：破壞之繭與蒂安希（2014年，演出）
  - 第18部：光輪的超魔神 胡帕（2015年，演出）
- 故鄉 ～JAPAN～（2006年，演出）
- 劇場版 動物之森（2006年，演出）
- 劇場版 寵物反斗星：DOKI DOKI！星球大暴走!?（日语：えいがでとーじょー! たまごっち ドキドキ! うちゅーのまいごっち!?）（2007年，演出）
- 劇場版 寵物反斗星：宇宙第一的快樂物語!?（2008年，分鏡、演出）
- 劇場版 閃電十一人：最強軍團王牙來襲（2010年，演出）
- 劇場版 閃電十一人GO：究極之絆 獅鷲獸（2011年，演出）
- 劇場版 閃電十一人GO VS 紙箱戰機W（2012年，演出）
- 劇場版 妖怪手錶：誕生的秘密喵！（2014年，分鏡、演出）

### 遊戲
- 閃電十一人2 威脅的侵略者（2009年，分鏡）
- 閃電十一人 王牌前鋒 2012終極版（2012年，分鏡、演出）

## 相關項目
- OLM